# HD 137015
HD 137015，又名CD-3710225，SAO 206607、HR 5722，是一颗恒星，视星等为7.03，位于銀經333.39，銀緯15.45，其B1900.0坐标为赤經15h 18m 38.7s，赤緯-37° 15.45′ 52″。